# 龍魚

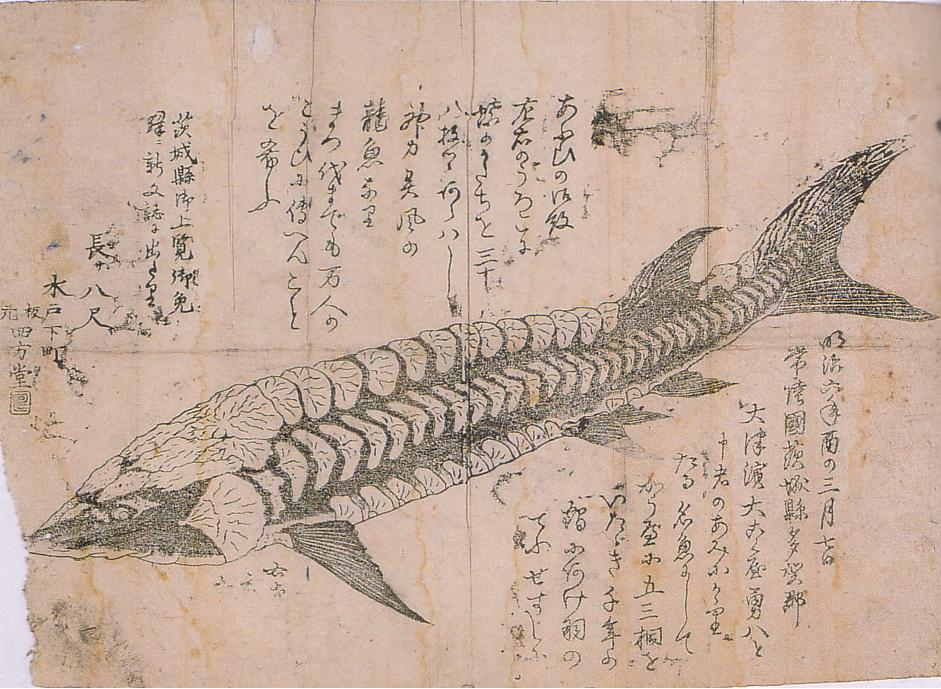
龍魚を報じた刷り物

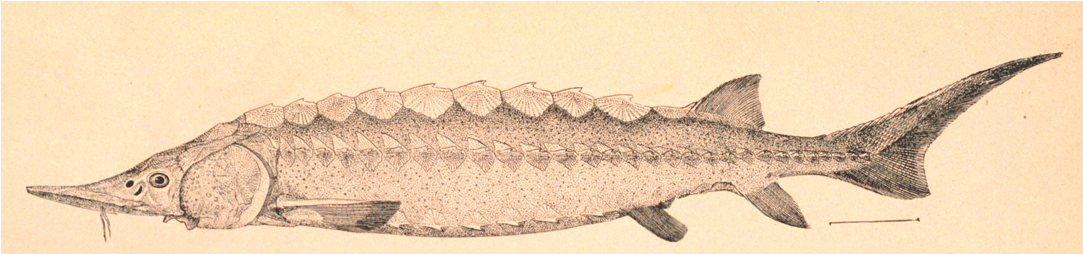
チョウザメ

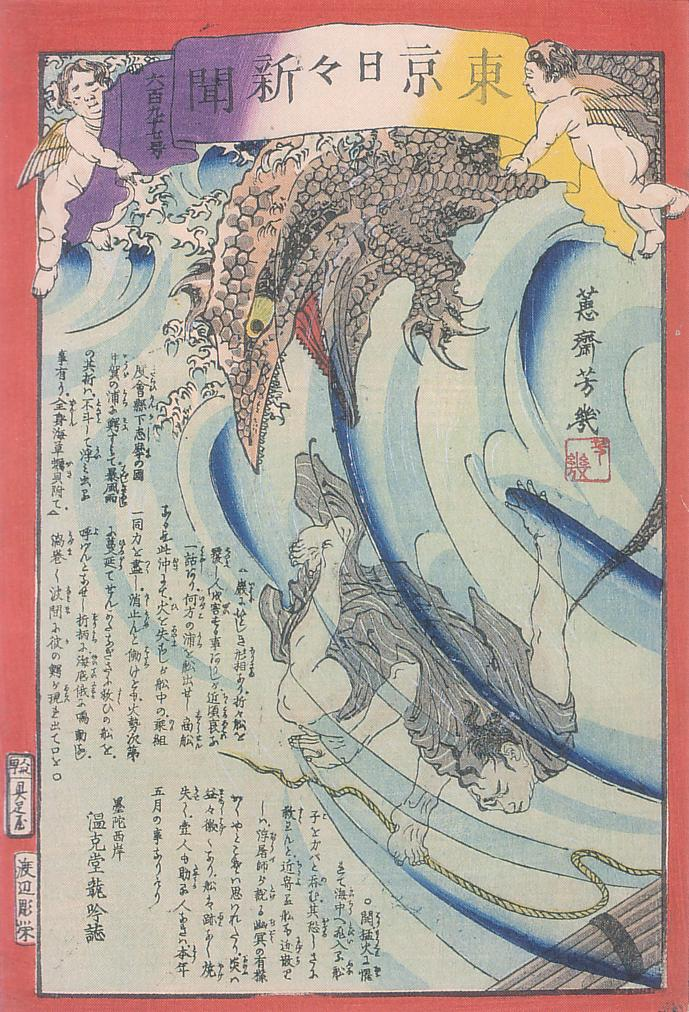
度会県に出現した鰐魚（画・落合芳幾）

龍魚（りゅうぎょ）は、日本の未確認生物 (UMA) 、あるいは幻獣。明治時代の新聞などに記述が見られ、吉兆とされたことが多かった。正体はチョウザメではないかといわれている。

## 目撃例
1873年（明治6年）3月7日、茨城県多賀郡大津浜（現・北茨城市）で、頭部に五三桐、背筋に葵の紋などの模様が浮かび、体の左右に蝶の形の鱗が並んでいる、全長8尺（約2.4m）の魚が捕獲された。その模様から吉祥魚とされ、茨城県が上覧したことが当時の新聞に報道された。目撃例はこの一件のみではなく、同時代の新聞にはしばしば類する魚の出現が報じられている。
なお、正体については、その外見からチョウザメではないかという説が出ている。
また、1875年（明治8年）ごろには、度会県（現・三重県）で鰐魚と呼ばれる怪魚が人を襲ったという記録があり、外見の特徴からこれもチョウザメが伝説化したものではないかとみられている。